# Bodenspinnen
Die Bodenspinnen (Hahniidae) bilden eine Familie innerhalb der Unterordnung der Echten Webspinnen (Araneamorphae), die wiederum der Ordnung der Webspinnen (Araneae) angehört. Bei den Arten der weltweit verbreiteten Familie handelt es sich um sehr kleine Spinnen, die deckenartige Spinnennetze für den Beutefang anlegen. Ansonsten ist die Familie eher wenig erforscht.

## Merkmale

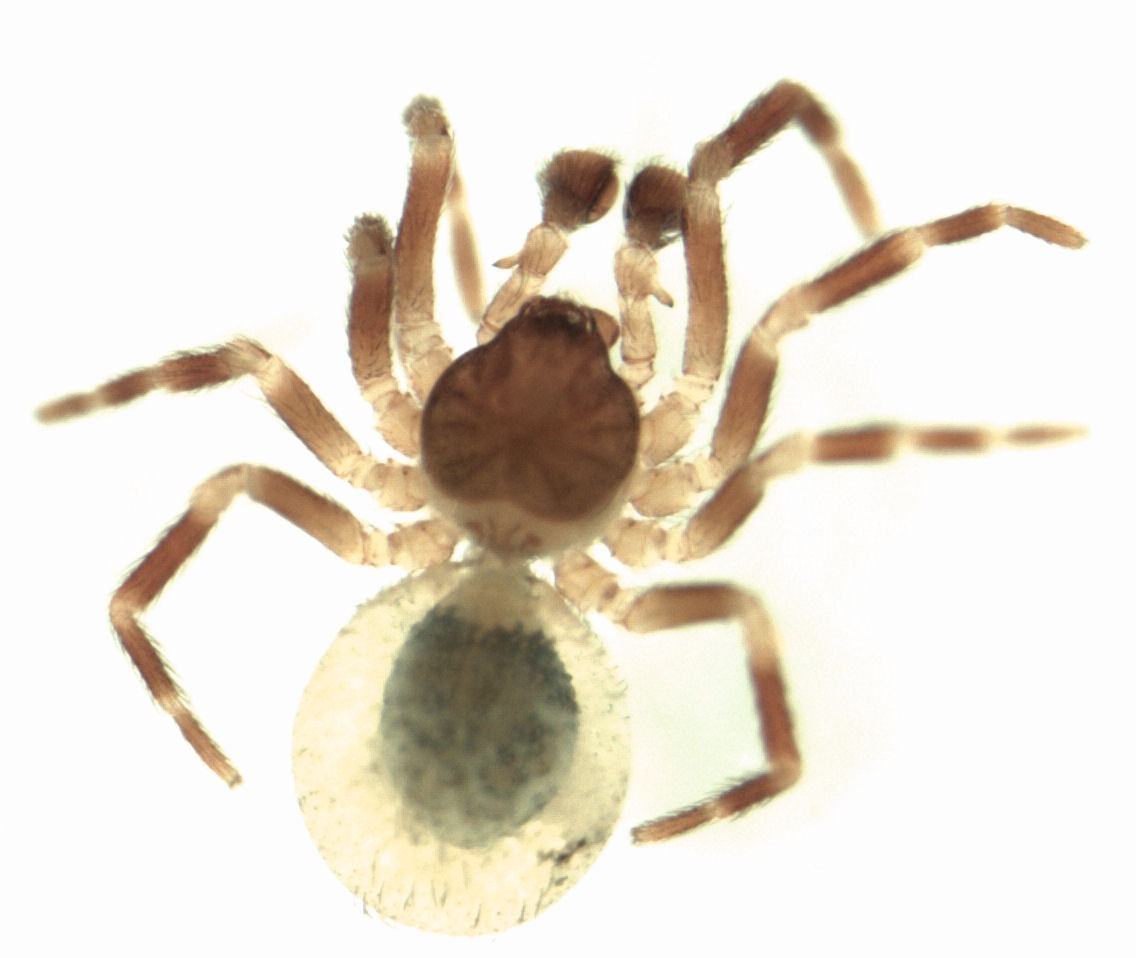
Männliche Bodenspinne

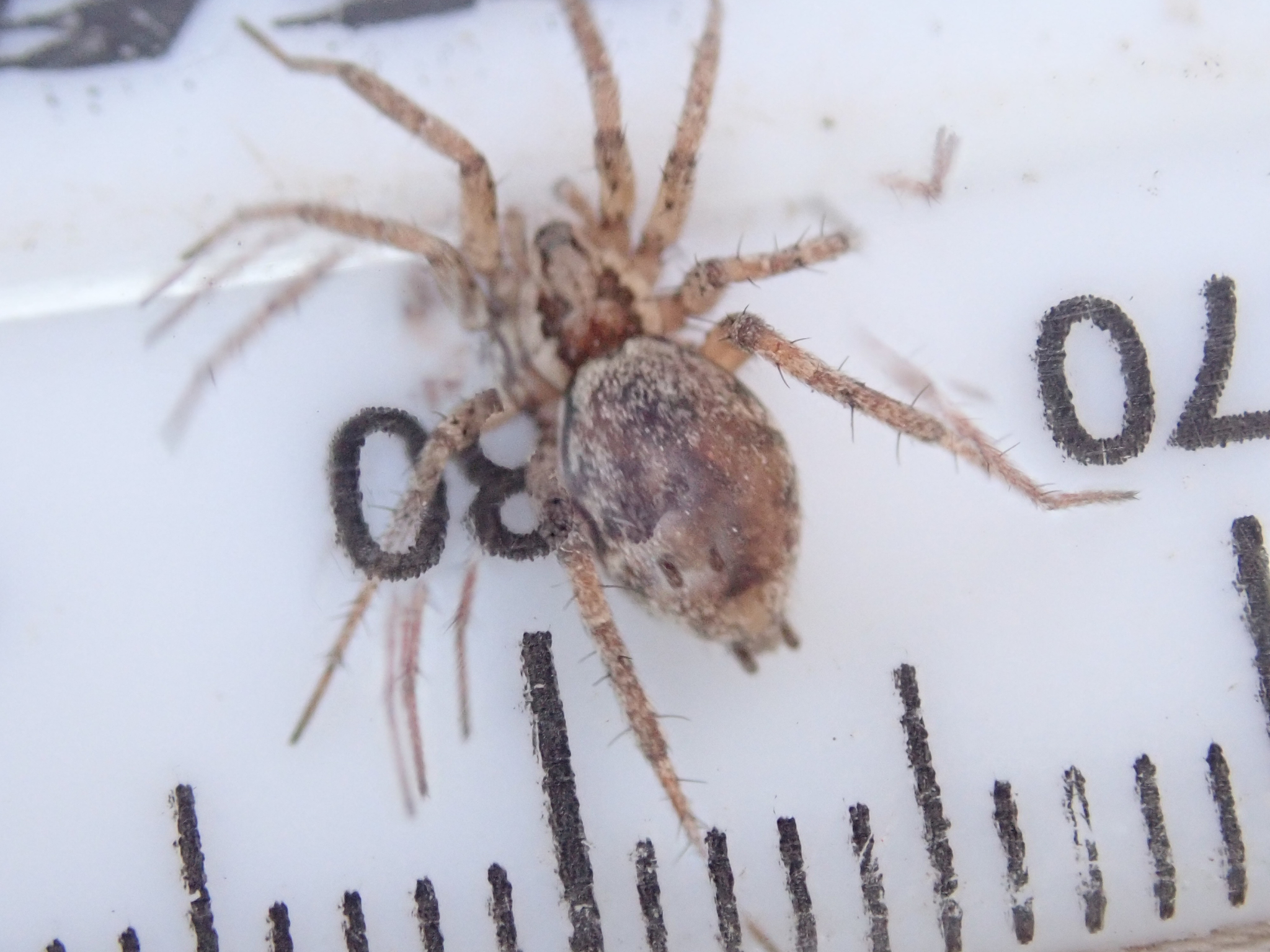
Weibliche Bodenspinne im Größenvergleich

Bodenspinnen sind im Allgemeinen eher kleinere Echte Webspinnen (Araneamorphae). Die Körperlänge der Vertreter innerhalb dieser Familie wird je nach Quelle von einem bis zu sechs Millimeter reichend angegeben, wobei die Graubraune Kräuselspinne (Cicurina cicur) eine maximale Körperlänge von bis zu sieben Millimetern erreichen soll. Auf dem Körper der Spinnen befinden sich spitze Setae (chitinisierte Haare). Allgemein erinnern Bodenspinnen optisch an die Jungstadien anderer Spinnen.
Der Carapax (Rückenschild des Prosomas, bzw. Vorderkörpers) ist länger als breit und am cephalen (beim Kopf gelegenen) Bereich verengt. Seine Färbung reicht von hell- bis dunkelbraun und er ist mit einer dunklen Musterung versehen. Die Ränder des Carapax sind schwarz gerandet. Die Fovea (Vertiefung in der Mitte des Carapax) ist kurz und gestreift. Bodenspinnen haben wie die meisten Spinnen acht Augen, die zu viert in zwei übereinander befindlichen Reihen angeordnet sowie bei den Arten dieser Familie allesamt gleich groß sind. Beide Reihen verlaufen leicht prokurv (nach vorne, bzw. außen gebogen). Allerdings erscheint gerade die posteriore (hintere) Reihe dorsal (oberhalb) betrachtet prokurv verlaufend. Die Cheliceren (Kieferklauen) weisen je zwei bis fünf Zähne sowohl pro- (innen vorderseitig) als auch retromarginal (innen rückseitig) auf. Außerdem befinden sich an den Cheliceren einige gefiederte Setae. Lateral sind die Cheliceren mit Stridulationsorganen ausgestattet, die aus bei den Männchen stärker entwickelt ausgeprägten Rillen geformt werden. Das Labium (sklerotisierte, bzw. verhärtete Platte vor dem Sternum) ist mehr in die Breite gehend und das Sternum (Brustschild des Prosomas) ist anterior (vorne) gestutzt, während seine posteriore Spitze sich verjüngt.
Die Beine der Bodenspinnen sind kurz und kräftig gebaut. Auf ihnen befinden sich vergleichsweise wenig Setae. Die Beine von den Arten dieser Familie haben überdies keine Scopulae (Bedeckungen aus Haftsetae, bzw. Haaren). Auf den Tibien (Schienen), den Metatarsen (Fersengliedern) und Tarsen (Fußgliedern) sind Trichobothria (Tastsetae) ausgeprägt, die in doppelten Reihen angegliedert sind und in distaler (von der Körpermitte entfernter) Lage in der Regel länger werden. An den Tarsen befinden sich überdies je drei Klauen, die allesamt keine Klauenbüschel besitzen. Die Pedipalpen (umgewandelte Extremitäten im Kopfbereich) der Weibchen verfügen über je eine überwiegend ungezahnte Klaue.
Das Opisthosoma (Hinterleib) der Bodenspinnen ist oval geformt. Er hat oftmals eine gräuliche Grundfarbe und Zeichenelemente in Form blasser und schräger Markierungen, die in einer Doppelreihe angelegt sind. Die Vertreter der Bodenspinnen besitzen am Opisthosoma zwei Buchlungen. Die Stigmen (Atemöffnungen) befinden sich entweder wie bei den Sumpfkammschwänzen (Antistea) auf halber Strecke zwischen den Spinnwarzen und der epigastrischen (beim Magen befindlichen) Furche oder etwa im Falle der Kammschwänze (Hahnia) eher näher an Spinnwarzen. Die sechs Spinnwarzen selber sind wie bei den meisten Spinnen paarweise und hier überdies kollinear angelegt. Ein Colulus (vermutlich funktionsloser Hügel und Rest des einstigen sog. Cribellums bei ecribellaten Spinnen) fehlt komplett. Das anterior laterale Spinnwarzenpaar besteht aus zwei Skleriten, die distal eine Spinndrüse in Form einer großen ampullenförmigen Drüse im Zentrum aufweist. Daneben gibt es dort zwei bis vier weitere, die als birnenförmige Drüsen ausgebildet sind. Die posterior lateralen Spinnwarzen bestehen ebenfalls aus zwei Skleriten. Auf einer distalen und länglichen Pala (schaufelartiges Gebilde) befinden sich an diesen Spinnwarzen mehrere traubenförmige sowie bei den Weibchen zusätzlich eine zylindrische Spinndrüse. Die posterior medianen (mittleren) Spinnwarzen setzsn sich anders als die anderen aus nur einem Sklerit zusammen. Distal befinden sich, ähnlich wie bei den posterior lateralen Spinnwarzen, allerdings nicht auf einer Pala mehrere traubenförmige Spinnwarzen und bei den Weibchen in diesem Fall zusätzlich zwei weitere zylindrische Drüsen. Die Männchen besitzen keine epiandrischen Drüsen an der epigastrischen Furche.

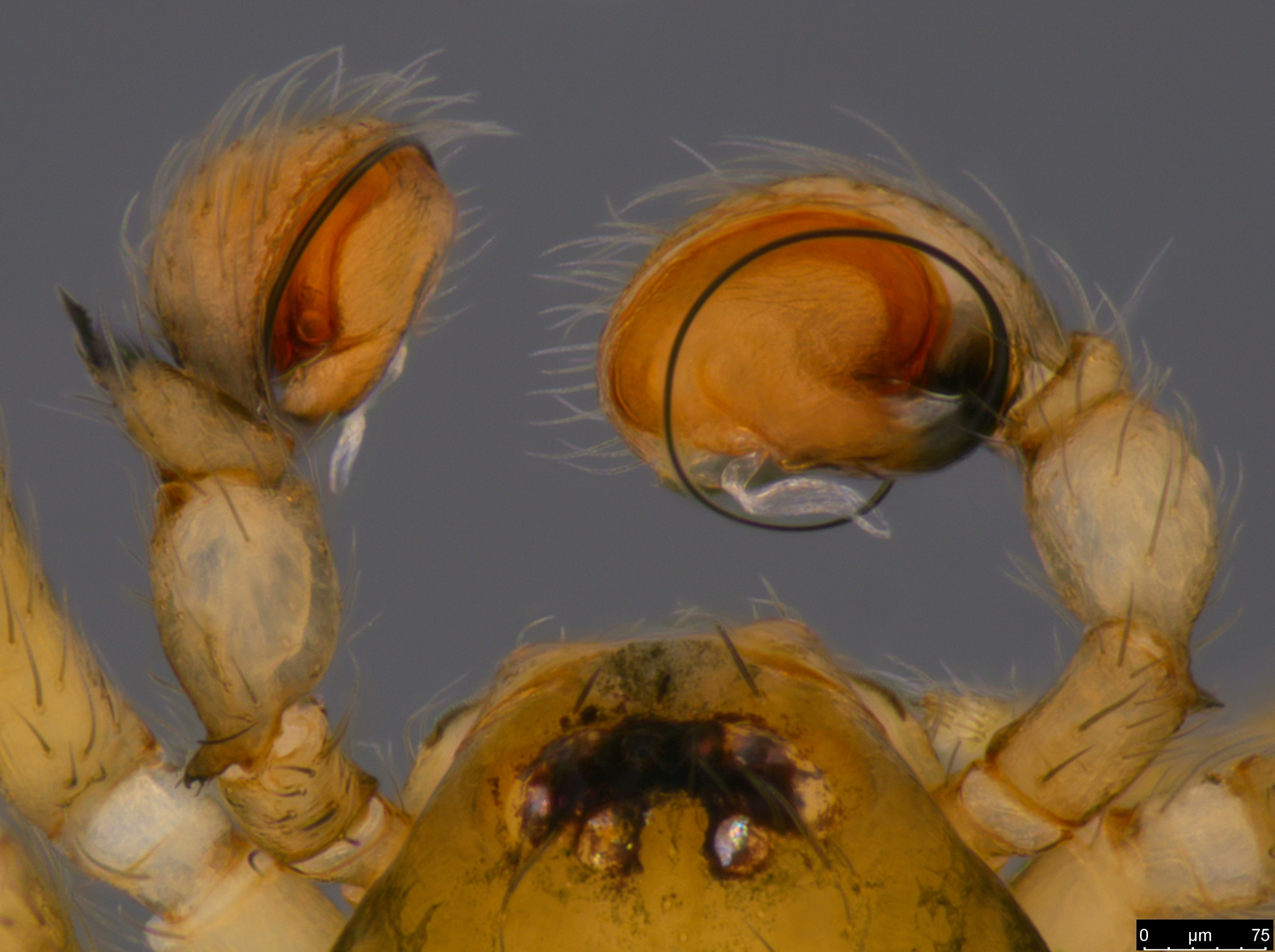
Bulbi einer männlichen Bodenspinne

Die Pedipalpen männlicher Bodenspinnen haben jeweils eine tibiale Apophyse (chitinisierter Fortsatz), die lang und kurvig aufgebaut ist. Die Patella eines einzelnen Pedipalpus besitzt basal (an der Basis) einen Haken und ein Bulbus (männliches Geschlechtsorgan) je einen dünnen Embolus (drittes und letztes Sklerit des Bulbus). Daneben besitzt ein einzelner Bulbus eine reduzierte mediane Apophyse. Die Epigyne (weibliches Geschlechtsorgan) der Bodenspinnen ist flach und vergleichsweise simpel aufgebaut. Die Kopulationsöffnungen sind für gewöhnlich stark gerollt.

Ansichten weiblicher Bodenspinnen
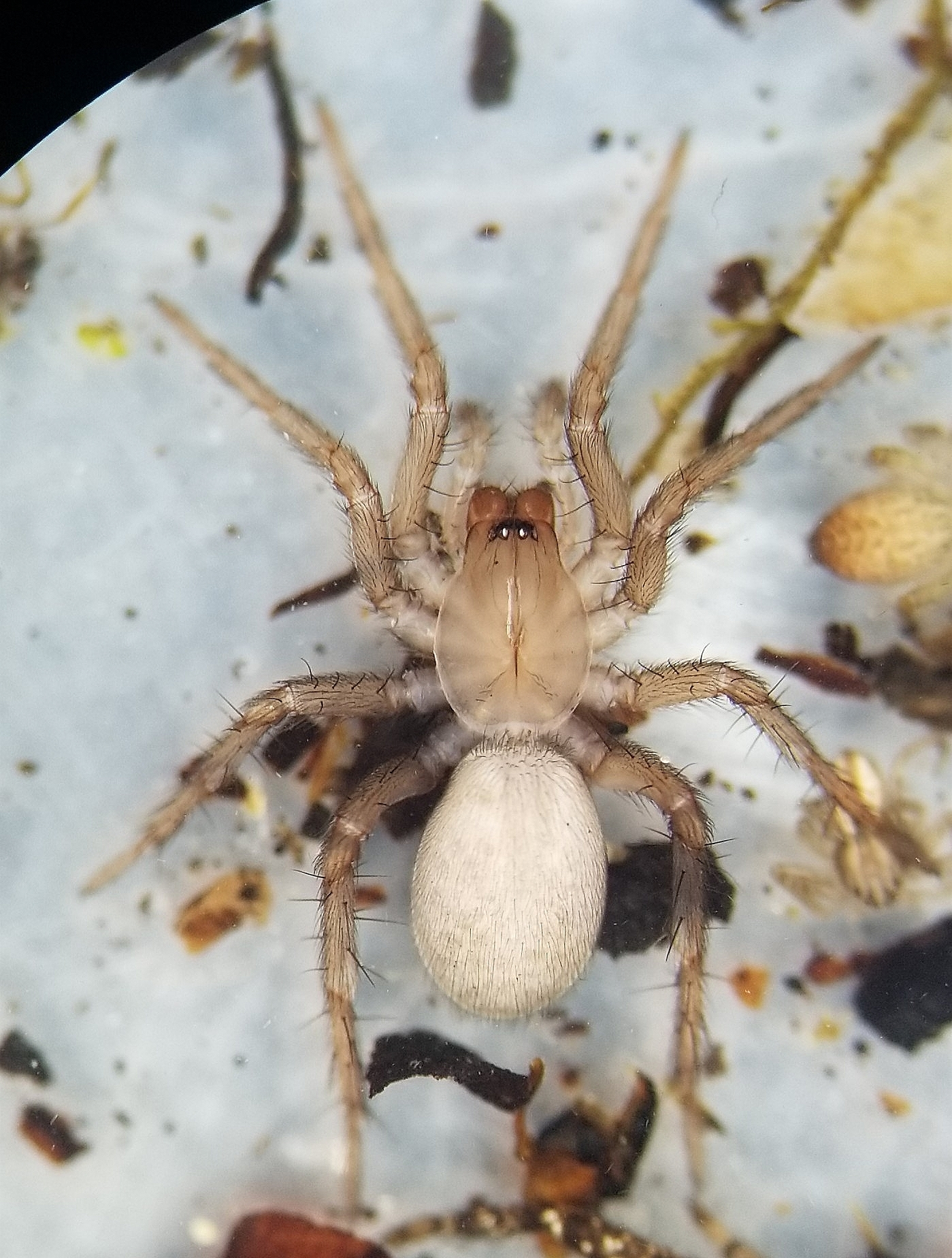
Dorsalansicht
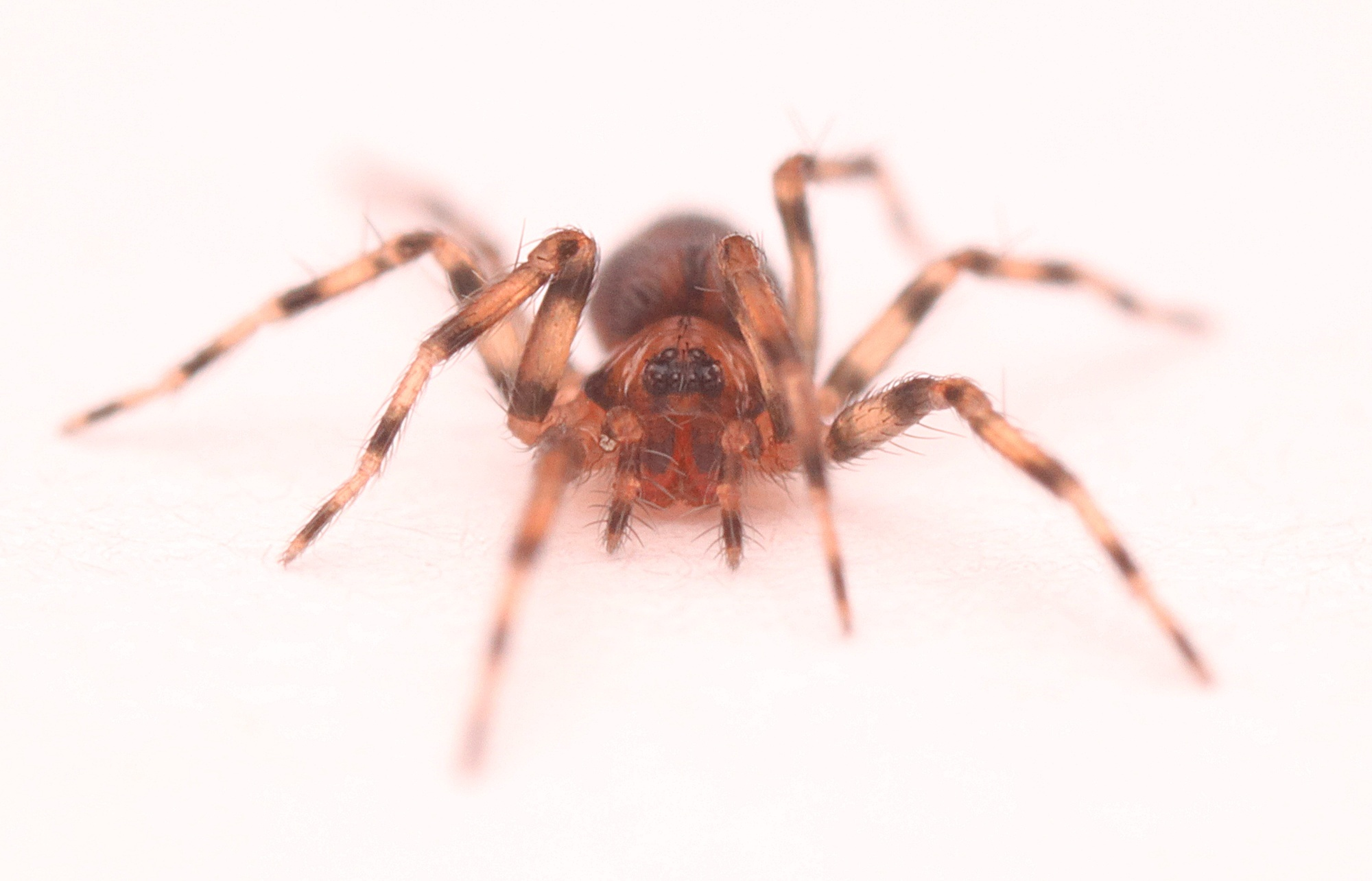
Frontalansicht
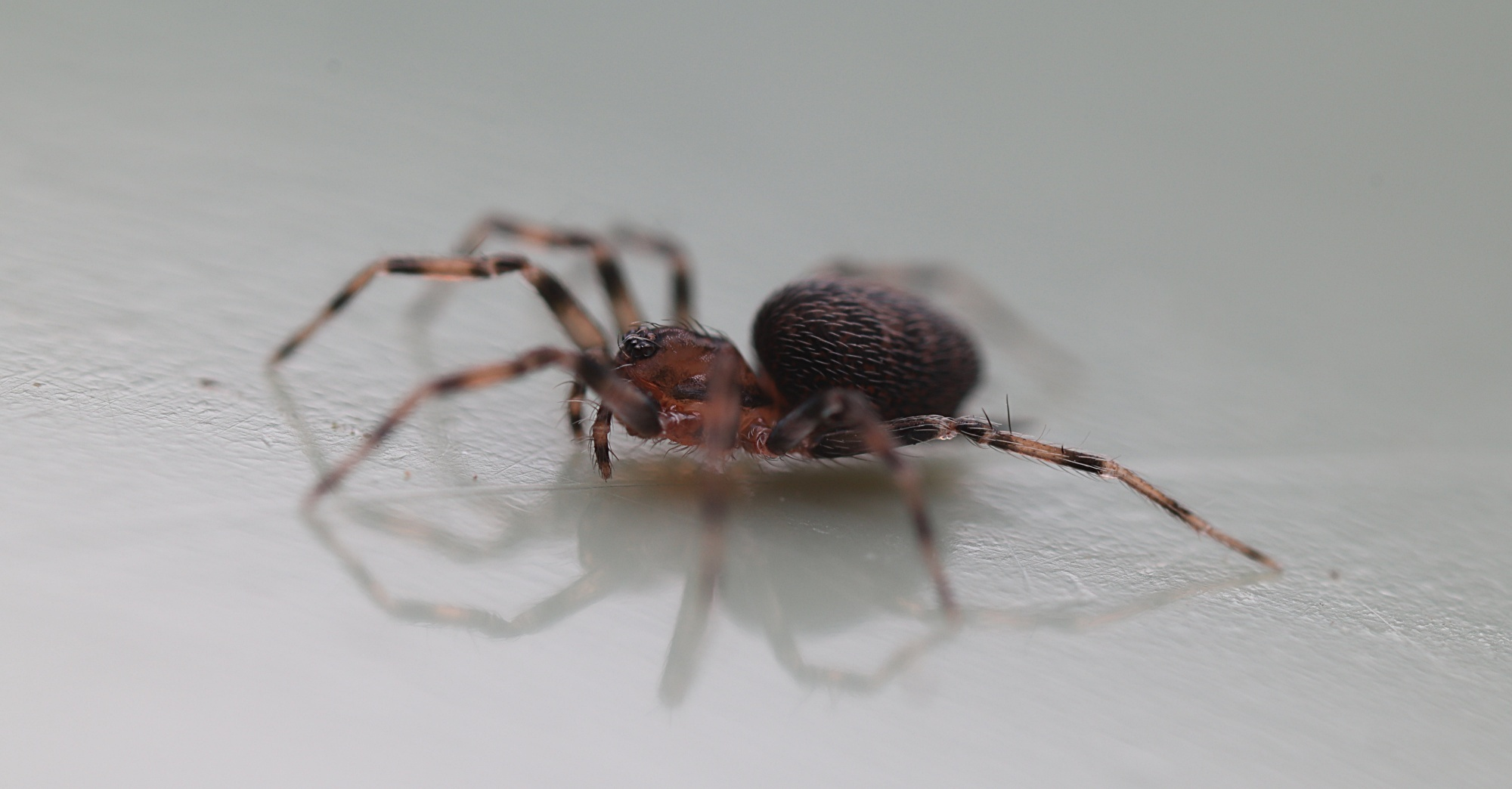
Lateralansicht
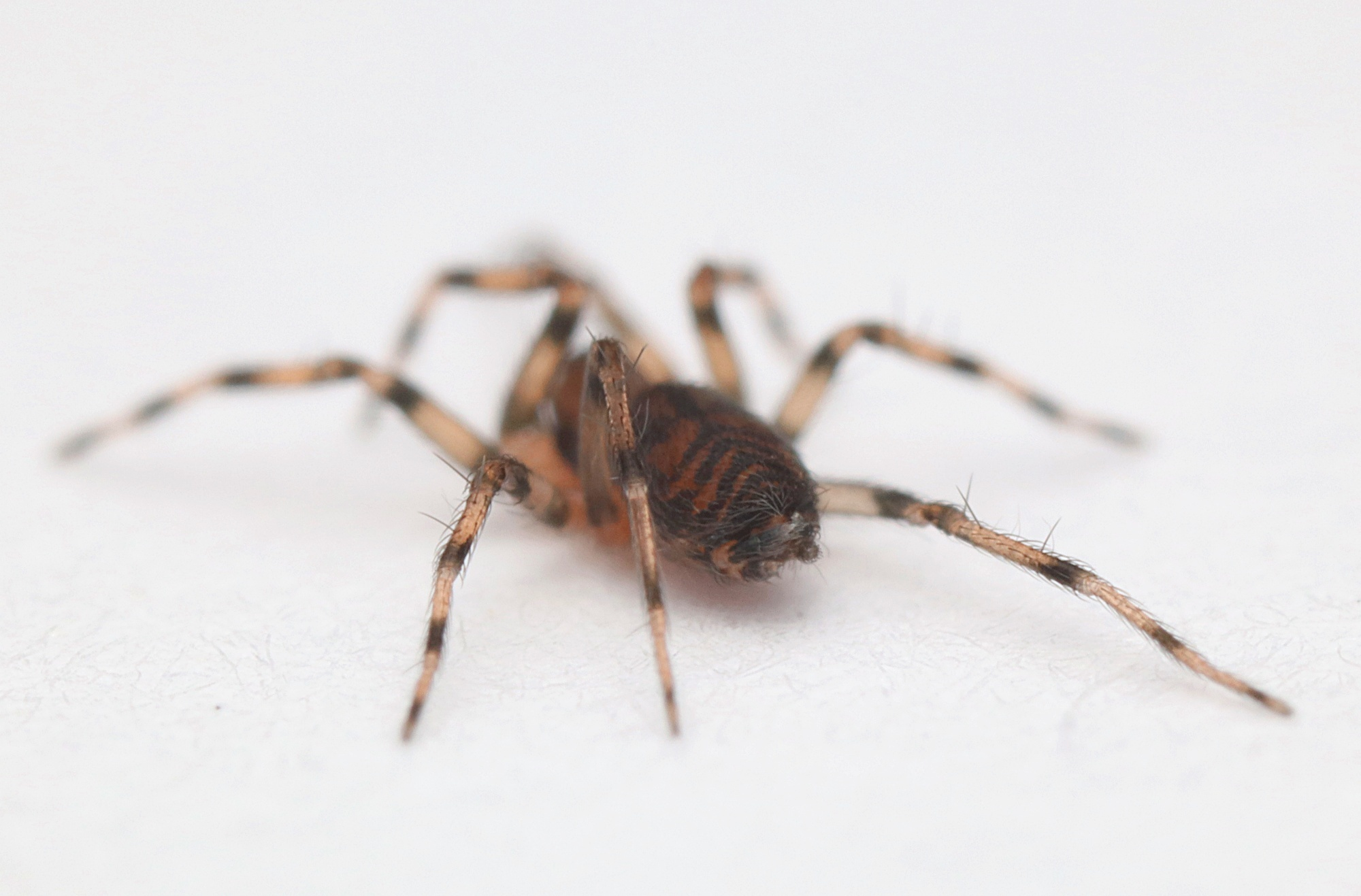
Rückansicht
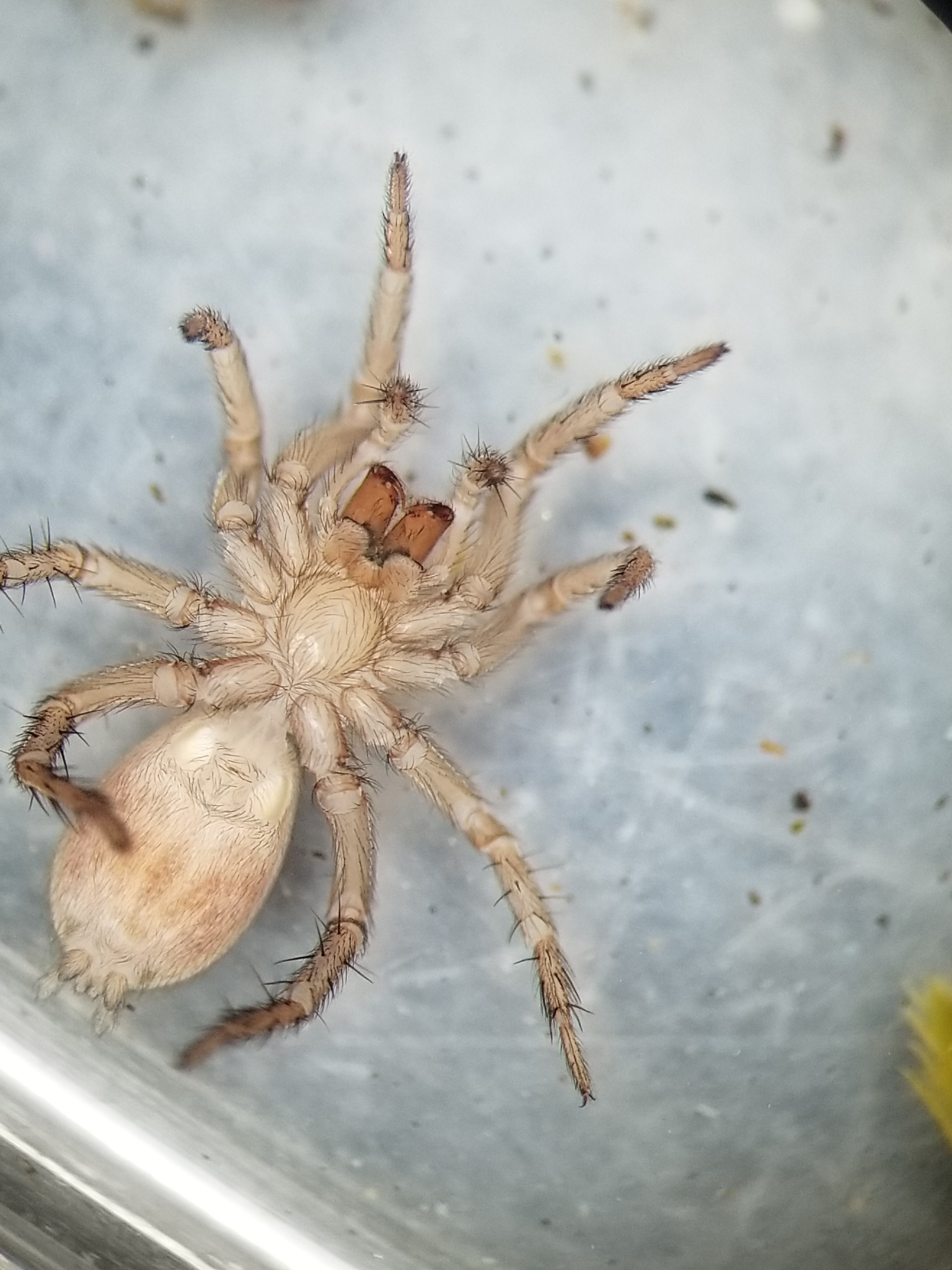
Ventralansicht
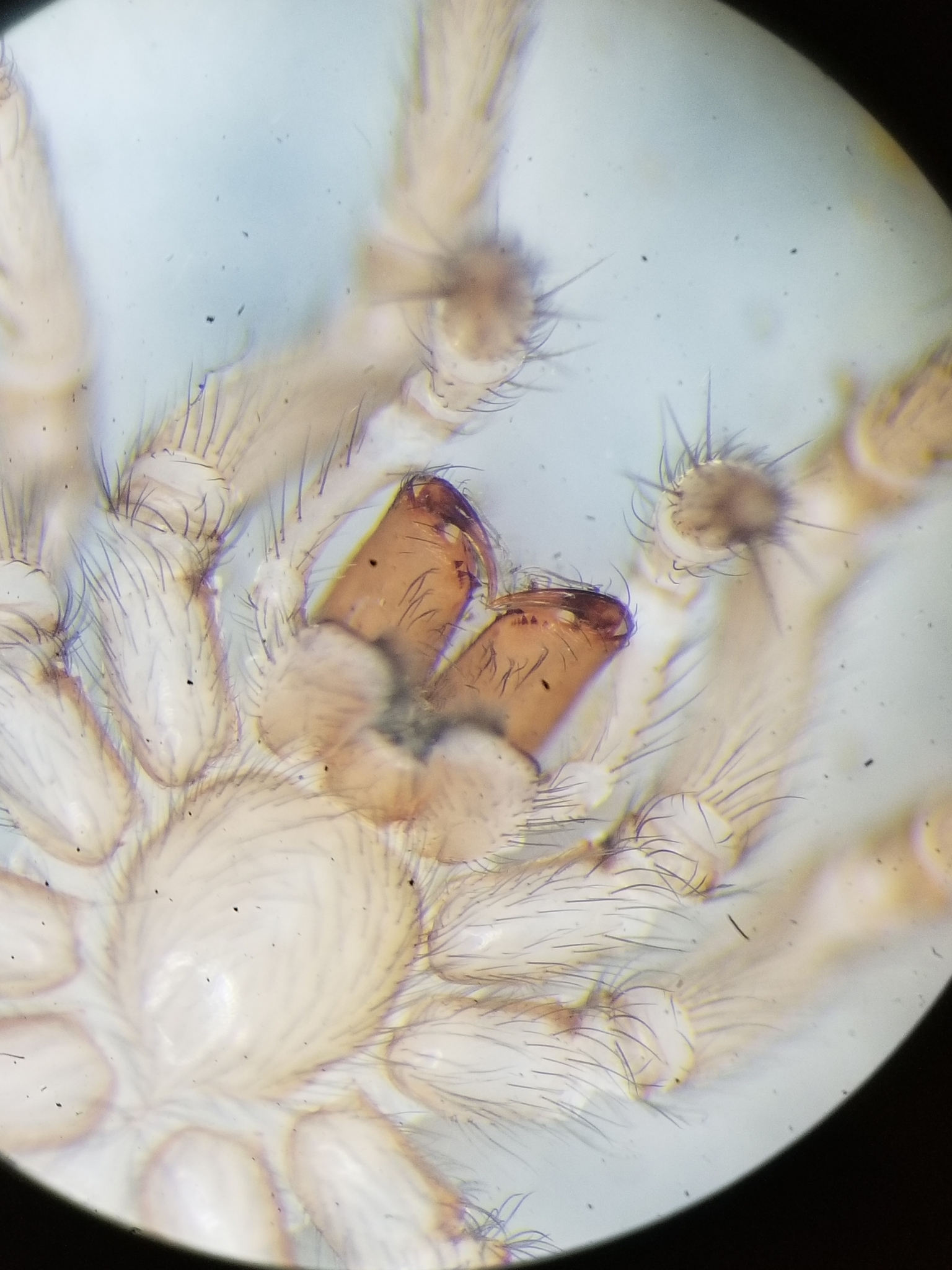
Ventrale Detailansicht im Bereich des Prosomas
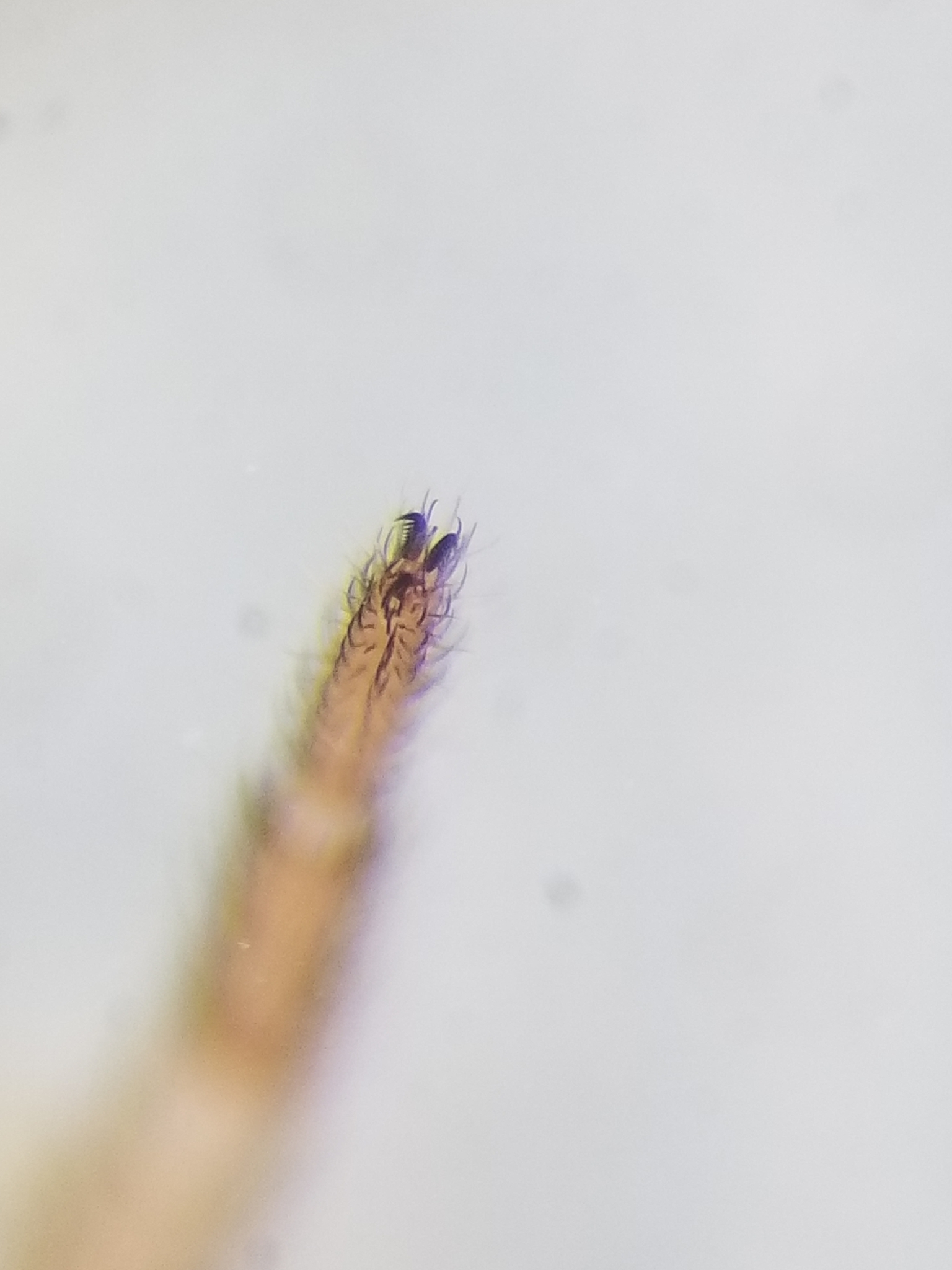
Tarsalklauen

## Verbreitung und Lebensräume

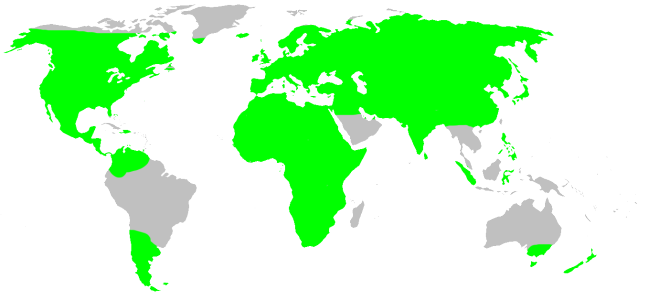
Verbreitungskarte der Bodenspinnen

Bodenspinnen sind weltweit verbreitet. Als Habitate (Lebensräume) werden vor allem Wälder genommen. Daneben werden auch gerne Feuchtgebiete bewohnt. Allgemein halten sich die Spinnen gerne in Streuschichten auf.

## Lebensweise
Bodenspinnen leben wie alle Spinnen räuberisch und sind hygrophil (feuchtigkeitsliebend). Daneben zeigen sie terrestrische (bodenbewohnende) Tendenzen. Insgesamt ist wenig über die Biologie dieser Spinnen bekannt.
Bodenspinnen legen zwecks des Beutefangs im Vergleich zur Körpergröße kleine Deckennetze an, die sich über kleineren Vertiefungen im Boden oder auf Moos- oder Laubstreuschichten befinden. Die Spinnen bewegen sich ähnlich wie Trichterspinnen (Agelenidae) oben auf der Netzdecke fort, verziehen sich bei Störungen jedoch einfach ins Unterholz, da den Netzen der Bodenspinnen im Gegensatz zu denen der Trichterspinnen Schlupfwinkel fehlen.

## Systematik
Die Systematik der Bodespinne wurde mehrfach geändert. Die Typusgattung der Familie sind die Kammschwänze (Hahnia).

### Beschreibungsgeschichte
Kurz nach ihrer 1878 von Philipp Bertkau durchgeführten Erstbeschreibung wurden die Bodenspinnen 1897 von Eugène Simon als Unterfamilie der Trichterspinnen (Agelenidae) untergegliedert. Pekka Taisto Lehtinen stufte die Bodenspinnen 1967 wieder als Familie auf und teilte diese in die Unterfamilien der Chryphoeniae, der Cybaeolinae und der Hahniinae. Außerdem unterstellte er die Bodenspinnen der Überfamilie der Amaurobioidea. Allerdings führten Jonathan A. Coddington und Herbert Walter Levi die Familie der Überfamilie der Dictynoidea zu. Der taxonomische Status der Bodenspinnen verbleibt weiterhin nicht ganz geklärt. Allerdings zeigen sie unter allen Spinnenfamilien die größte Affinität zu den Trichterspinnen auf.

### Gattungen
Der World Spider Catalog listet für die Bodenspinnen aktuell 24 Gattungen und 357 Arten. Die Gattungen sind:
- Alistra Thorell, 1894
- Amaloxenops Schiapelli & Gerschman, 1958
- Sumpfkammschwänze (Antistea Simon, 1898)
- Asiohahnia Ovtchinnikov, 1992
- Austrohahnia Mello-Leitão, 1942
- Calymmaria Chamberlin & Ivie, 1937
- Chorizomma Simon, 1872
  - Chorizomma subterraneum Simon, 1872
- Winterspinnen (Cicurina Menge, 1871)
  - Graubraune Kräuselspinne (Gewöhnliche Winterspinne) – Cicurina cicur (Fabricius, 1793)
- Kammschwänze (Hahnia C. L. Koch, 1841)
- Baumhöhlenkammschwänze (Hahniharmia Wunderlich, 2004)
- Harmiella Brignoli, 1979
- Zwergkammschwänze (Iberina Simon, 1881)
- Intihuatana Lehtinen, 1967
- Kapanga Forster, 1970
- Lizarba Roth, 1967
- Ameisenbodenspinnen (Mastigusa Menge, 1854)
- Neoantistea Gertsch, 1934
- Neoaviola Butler, 1929
- Neohahnia Mello-Leitão, 1917
- Pacifantistea Marusik, 2011
- Porioides Forster, 1989
- Rinawa Forster, 1970
- Scotospilus Simon, 1886

#### Transferierte Gattungen
Acht Gattungen galten einst als zu den Bodenspinnen zugehörig, wurden jedoch mittlerweile transferiert. Die Gattungen sind:
- Calymmaria Chamberlin & Ivie, 1937 – Zählt nun zu den Gebirgstrichterspinnen (Cybaeidae).
- Cryphoeca Thorell, 1870 – Zählt nun zu den Gebirgstrichterspinnen.
- Cryphoecina Deltshev, 1997 – Zählt nun zu den Gebirgstrichterspinnen.
- Dirksia Chamberlin & Ivie, 1942 – Zählt nun zu den Gebirgstrichterspinnen.
- Ethobuella Chamberlin & Ivie, 1937 – Zählt nun zu den Gebirgstrichterspinnen.
- Neocryphoeca Roth, 1970 – Zählt nun zu den Gebirgstrichterspinnen.
- Tuberta Simon, 1884 – Zählt nun zu den Gebirgstrichterspinnen.
- Willisus Roth, 1981 – Zählt nun zu den Gebirgstrichterspinnen.

#### Synonymisierte Gattungen
14 Gattungen, die zuletzt zu den Bodenspinnen zählten, wurden mit anderen synonymisiert und verloren somit ihren Gattungsstatus. Diese einstigen Gattungen sind:
- Aviola Simon, 1898 – Synonymisiert mit der Gattung Alistra unter Lehtinen, 1967.
- Bigois Simon, 1898 – Synonymisiert mit der Gattung Alistra unter Lehtinen, 1967.
- Hahniops Roewer, 1942 – Synonymisiert mit den Kammschwänzen (Hahnia) unter Bosmans, 1980.
- Hahnistea Chamberlin & Ivie, 1942 – Synonymisiert mit den Kammschwänzen unter Opell & Beatty, 1976.
- Mevianes Simon, 1904 – Synonymisiert mit der Gattung Cybaeolus unter Lehtinen, 1967.
- Moguracicurina Komatsu, 1947 – Synonymisiert mit den Winterspinnen (Cicurina) unter Yaginuma, 1963.
- Muizenbergia Hewitt, 1915 – Synonymisiert mit den Kammschwänzen unter Bosmans, 1992.
- Nannonymphaeus Rainbow, 1920 – Synonymisiert mit der Gattung Alistra unter Lehtinen, 1967.
- Simonida Schiapelli & Gerschman, 1958 – Synonymisiert mit den Kammschwänzen unter Lehtinen, 1967.
- Tawerana Forster, 1970 – Synonymisiert mit der Gattung Alistra unter Brignoli, 1986.
- Tetrilus Simon, 1886 – Synonymisiert mit den Winterspinnen unter Lehtinen, 1967.
- Tuana Forster, 1970 – Synonymisiert mit der Gattung Scotospilus unter Brignoli, 1986.
- Tuata Forster, 1970 – Synonymisiert mit der Gattung Kapanga unter Brignoli, 1986.
- Unzickeria Lehtinen, 1967 – Synonymisiert mit den Kammschwänzen unter Opell & Beatty, 1976.